# Portland, Michigan
Portland är en ort i Ionia County i Michigan. Vid 2010 års folkräkning hade Portland 3 883 invånare.